# Universidad de Misisipi
La Universidad de Misisipi (University of Mississippi, en inglés), también conocida como “Ole Miss”, está situada en Oxford, Misisipi. Esta universidad pública fue fundada en 1848, y está compuesta de un campus principal en Oxford y de otros tres campus menores en Booneville, Tupelo y Southaven. Además, posee un centro en Bay Springs y un centro médico perteneciente a la universidad en Jackson. Esta universidad es miembro del National Sea Grant College Program, que ofrece becas para la investigación y conservación de las costas estadounidenses, y del National Space Grant College and Fellowship Program, cuyas becas se dedican a la investigación aeroespacial.

## Historia

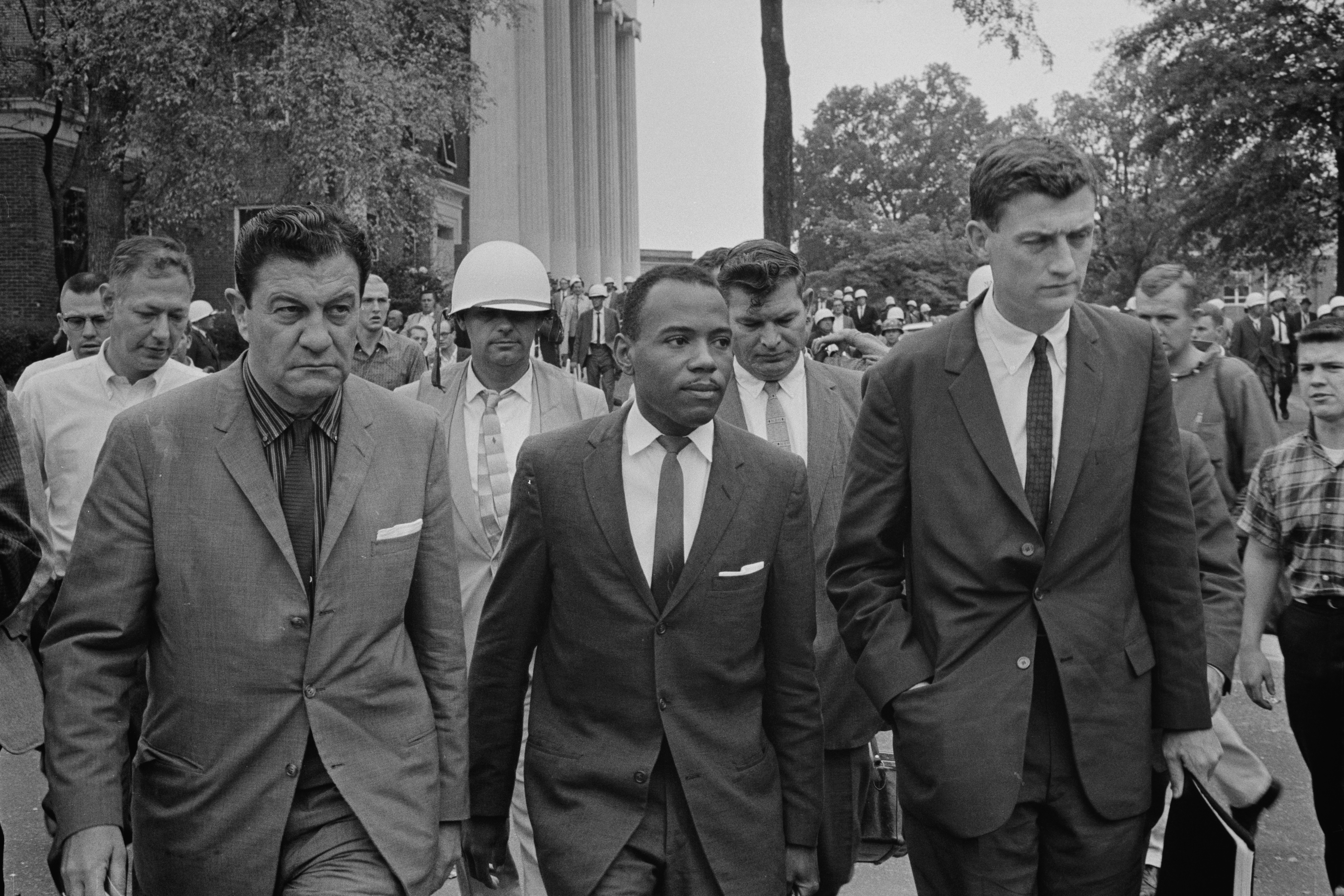
James Meredith yendo a clase en la Universidad de Misisipi, acompañado por U.S. Marshals.

La universidad recibió el apodo de “Ole Miss” tras un concurso en 1897. Fue el año que se publicó por primera vez un anuario de los estudiantes. Para encontrar un nombre para dicho libro, se realizó un concurso entre los estudiantes. Elma Meek fue la que sugirió el nombre de “Ole Miss”, ganando el concurso. Este sobrenombre no deriva de Misisipi, a pesar de lo que se pueda pensar, sino que se trataba de un calificativo respetuoso que los esclavos usaban para referirse a los dueños de las plantaciones. El apodo paso de titular el anuario a denominar cariñosamente a la universidad.
Al estallar la Guerra Civil, se interrumpieron las clases cuando todos los estudiantes y profesores se alistaron en el ejército Confederado. Su compañía, la compañía A, 11.ª de la infantería de Misisipi, fue conocida como “University Grays”, y sufrió de un alto número de bajas durante el conflicto. Un gran número de esas bajas ocurrió durante la carga de Pickett en la Batalla de Gettysburg, el 3 de julio de 1863, cuando la compañía se internó en el territorio de la Unión. Algunos de los soldados llegaron a cruzar las defensas de la Unión, sólo para ser asesinados, heridos o capturados. Al día siguiente las fuerzas Confederadas se rendían en Vicksburg, Misisipi. Las dos batallas son consideradas como el punto de inflexión de la guerra. Cuando la universidad reabrió, tan sólo un miembro de la compañía de los University Grays pudo visitar el centro para dirigirse a los estudiantes. Durante la posguerra, la universidad fue dirigida por el exgeneral confederado A.P. Stewart, nativo de Rogersville, Tennessee, que fue rector en el período 1874-1886.
Durante los años treinta, el gobernador Theodore G. Bilbo trató de desplazar la universidad a Jackson, pero el cambio fue impedido por el entonces rector Alfred Hume, quien realizó una visita guiada con los legisladores por el campus en Oxford. Estos quedaron tan impresionados que decidieron que la universidad debía quedarse en su emplazamiento original.
La universidad de Misisipi fue también un lugar de disturbios durante la época del fin de la segregación racial, cuando James Meredith, de Kosciusko, Misisipi, intentó matricularse en la universidad, lo cual lo convertiría en el primer estudiante negro. Miles de estudiantes y de ciudadanos de los alrededores, incluso de fuera del estado, invadieron el campus el 30 de septiembre de 1962, en un intento de evitar que Meredith se matriculara. Dos personas murieron durante los disturbios en el campus. Meredith, gracias a la protección del personal de seguridad federal, pudo matricularse y empezar las clases el 2 de octubre. Tras los disturbios, personal de la Guardia Nacional del Ejército (Army National Guard) fueron destinados a Oxford para prevenir futuros conflictos. Mientras la mayoría de los estudiantes de Ole Miss no se rebelaron antes de que Meredith se matriculara oficialmente, muchos amenazaron y acosaron al estudiante durante sus dos primeros semestres en la universidad. Según lo que Nadine Cohoda cuenta en primera persona en su libro The Band Played Dixie, los estudiantes que vivían en la residencia de Meredith botaban pelotas de baloncesto en la habitación superior a la suya durante toda la noche. Cuando Meredith entraba en el comedor, los estudiantes que estuvieran allí le daban la espalda. Si se sentaba a la mesa con otros estudiantes blancos, éstos se levantaban inmediatamente y se marchaban a otra mesa.
El sitio de estos disturbios fue designado Lugar Histórico Nacional el 7 de octubre de 2008. Incluye:
- El Liceo
- El Círculo
- El Instituto Croft de Estudios Internationales, también llamado Edificio “Y”.
- El antiguo edificio de Química
- Carrier Hall
- Shoemaker Hall
- Ventress Hall
- Bryant Hall
- Peabody Hall

La Universidad de Misisipi fue también el lugar del primer debate presidencial de las elecciones del 2008. El evento se consideró un gran éxito, símbolo del progreso de la universidad.

## Estudios
La universidad consta de las facultades de:
- Contabilidad
- Ciencias Aplicadas
- Administración y Negocios
- Educación
- Ingeniería
- Artes
- Enfermería
- Posgrado
- Derecho
- Farmacia

Además de los situados en el Centro Médico en Jackson, donde se concentran las facultades de Odontología, Salud, Enfermería y Medicina. 

## Publicaciones estudiantiles
- The Daily Mississippian (DM) es el periódico universitario de Ole Miss, fundado en 1937. Aunque el DM está situado en el campus de la universidad, en realidad se maneja como un periódico independiente sólo que está dirigido por estudiantes. El DM es el único periódico universitario de Misisipi que se publica cinco días a la semana. El personal de edición está formado por unos 15 estudiantes, además de una plantilla de 15 a 29 escritores y 5 fotógrafos, a pesar de que estas últimas cifras varíen cada cuatrimestre. También hay un departamento entero dedicado a publicidad y producción. Con una circulación de unos 15000 ejemplares, es uno de los periódicos universitarios más grandes del país. Por otra parte, tiene una versión en línea independiente de la impresa, lo cual es raro para periódicos universitarios estadounidenses. El DM Online tiene su propio editor y su propia plantilla, y se dedica principalmente a reforzar las publicaciones de la Universidad de Misisipi mediante la interacción multimedia.[3]

- El anuario The Ole Miss consta de 416 páginas en color, y es producido por los estudiantes con la ayuda de los profesores. Ha ganado varios premios, incluido el Gold Crown.

- La WUMS-FM 92.1 Rebel Radio, es una radio de la que se encargan los estudiantes.

- NewsWatch era la única estación de noticias universitaria de Misisipi. Ahora existe el servicio NewsDesk con emisión oline.[4]

Estas cinco publicaciones forman parte del Centro de Comunicación de Estudiantes S.Gale Denley de la Universidad de Misisipi.

## Curiosidades
- La universidad guarda el mayor archivo de música blues de Estados Unidos. Uno de los contribuyentes a la colección fue B.B. King.
- El número del uniforme de Archie Manning, el 18, se ha convertido en el límite de velocidad oficial del campus de Oxford.
- La universidad cultiva cannabis para el gobierno de los Estados Unidos. El National Institute on Drug Abuse  (Instituto Nacional para el Abuso de Drogas) produce cannabis para su uso en unas pocas investigaciones de la planta aprobadas por el gobierno, así como para su distribución a los siete pacientes que siguen con vida de los que empezaron en el programa de Investigación Compasiva de las Nuevas Drogas (fundado en 1978 y cancelado en 1991).
- El centro médico de la universidad de Misisipi realizó el primer trasplante de pulmón del mundo en seres humanos, y trasplantó el corazón de un chimpancé en el cuerpo de un hombre moribundo.
- Los terrenos de William Faulkner, Rowan Oak, son patrimonio de la univerisad. Su Premio Nobel está guardado en  Archivos y Colecciones Especiales de la Biblioteca J.D. Williams del campus de Ole Miss. La ciudad de Oxford rodea el campus, localizado en el condado de Lafayette, el  cual inspiró a Faulkner para la creación de la ciudad imaginaria de Jefferson y el condado de Yoknapatawpha.
- En Star Trek, el personaje del doctor Leonard “Huesos” McCoy fue alumno de esta universidad.
- En Designing Women, una serie americana de finales de los 80 y principios de los 90, el personaje de Suzanne Sugarbaker fue a esta universidad.
- En la novela "The Help", de Kathryn Stockett, los principales personajes asistieron a esta universidad.
- En la película A Time to Kill, basada en una novela de John Grisham, Sandra Bullock es una estudiante de derecho de Ole Miss llamada Ellen Roark.
- La Universidad fue elegida como el lugar que celebraría el primer debate presidencial del 2008, que tuvo lugar el 26 de septiembre de 2008. Este ha sido el primer debate presidencial en Misisipi.[5]
- La publicación Princeton Review de 2008-2009 situó a Ole Miss como la segunda universidad del país donde más fiestas universitarias hay.[6][7]
- La universidad de Misisipi está en el puesto 23 en el ranking de mejores universidades públicas de la revista Forbes del 2008.[8]